# دیزنی واندر
دیزنی واندر (به انگلیسی: Disney Wonder) یک کشتی است که طول آن ۹۶۴ فوت (۲۹۴ متر) می‌باشد. این کشتی در سال ۱۹۹۹ ساخته شد.